# Santo Tomás (Chontales)
Santo Tomás est une municipalité du département de Chontales dans la République du Nicaragua.
C'est la deuxième ville la plus importante du département après Juigalpa.

## Géographie
Située à 179 kilomètres de la capitale Managua et à 40 kilomètres de la capitale départementale Juigalpa, la municipalité est desservie par la route allant de Managua à Bluefields.
Santo Tomás est bordée au nord par les municipalités de San Pedro de Lóvago et Santo Domingo ; au sud par les municipalités d'El Rama[Où ?], Acoyapa et Villa Sandino ; à l'est par les municipalités de Muelle de los Bueyes et Villa Sandino et à l'ouest par la municipalité de San Pedro de Lóvago.
Le climat est généralement chaud, mais beaucoup plus agréable et venteux que les basses terres brûlantes de Managua et León. La saison des pluies commence généralement fin mai et se termine en décembre. Le changement climatique mondial a eu un impact négatif sur les saisons des pluies, ce qui a eu un impact négatif sur la production agricole et la santé du bétail. En novembre et décembre, la température se refroidit considérablement. Mais ils travaillent ensemble pour atteindre et équilibrer le climat agréable qui caractérise la municipalité.[pas clair]

## Histoire
Santo Tomás est une ancienne communauté amérindienne.
La municipalité s'appelait à l'origine Lovigüisca et la ville se situait sur la rivière Mico à l'emplacement de l'actuel village de Los Mollejones, six kilomètres à l'est du centre urbain actuel. En 1861, la municipalité reçoit l'autorisation de déplacer son centre à l'emplacement actuel et prend en même temps le nom de Santo Tomás.
Santo Tomás passe en 1972 du rang de village au rang de ville.

## Démographie
Santo Tomás a une population actuelle[Quand ?] de 19 236 habitants. Sur la population totale, 48,7 % sont des hommes et 51,3 % sont des femmes. Près de 74,3 % de la population vit en zone urbaine.
La plupart des habitants sont catholiques, avec un nombre croissant de membres d'églises évangéliques, mormones et témoins de Jéhovah. Il existe plusieurs églises évangéliques, dont l'église Sendero de Vida, plus connue sous le nom d'Église centraméricaine, qui fut la première église évangélique fondée dans la municipalité, une église catholique, populairement connue sous le nom de paroisse Santiago Apóstol à Santo Tomás, d'autres églises évangéliques églises et aussi les chapelles de l'église mormone et des témoins de Jéhovah. La ville a deux journées patronales à honorer et à célébrer.[pas clair]

## Éducation
Il y a des écoles privées et des écoles publiques dans la région, parmi lesquelles l'école Rigoberto Cabezas se distingue pour être en son temps la première école fondée dans la municipalité, mais plus tard, elle est devenue une école primaire, autrefois l'Institut national autonome Santo Tomás (INAST), aujourd'hui appelé Instituto Nacional 21 de Junio, parmi les écoles privées se trouvent le Cristo Rey College, qui est catholique, et le Central American College, qui est évangélique. Les étudiants en formation continue fréquentent une université privée, l'Université Martin Luther, ou se rendent dans les universités nationales à Juigalpa.